# Šandor Braun (industrijalac)
Šandor Braun (Đurđevac?, 1877. – koncentracijski logor Auschwitz, 1943.), hrvatski industrijalac i dobrotvor židovskog podrijetla. Zaslužni građanin grada Đurđevca.

## Životopis
Rodio se je 1877. godine od oca Emanuela i matere Julije rođ. Deutsch. Imao je brata Ludwiga i sestru Ernestinu. Otac mu je bio poznati industrijalac. Obiteljski paromlinovi trebali su mnogo ugljena, pa se Šandor počeo baviti rudarskim istraživanjem i isposlovao si je dopuštenja. Postao je privatni rovitelj (rudarski istraživač). Iskopao je 248 istraživanih rovova po čemu je bio najveći privatni rovitelj u Kraljevini Jugoslaviji. Jedan od tih rovova bio je kod Mičetinca u šumi. Okrupnjivanje u paromlinarstvu sproveo je kad je koprivnički paromlin zapao u dugove, s partnerima je obitelj uložila u dioničku glavnicu tog poduzeća i ušli su u ravnateljstvo. S bratom i ocem pokrenuli su paromlin u Novigradu. Zatim je s bratom ušao u upravu Novigradske štedionice koja je pratila novčarsku konstrukciju. U Koprivnici su osnovali Industriju ulja. U Kloštru su pokrenuli Pučki paromlin. Sve je to Šandor s obitelji ostvario do Prvoga svjetskog rata.
Velika gospodarska kriza 1930-ih nagnala je obitelj prodati udjele u Koprivnici i Novigradu i ostali su samo u matičnom gradu. Novac od prodaje iskoristili su za podignuti novu tvorničku zgradu svoje koprivničke Industrije ulja. Mučili su se, ali su poslovali. Porezni razlozi razlog su da mu je paromlin dan u zakup, a na skupštinama prikazivan je fiktivni gubitak da bi se ostalo u poslu. Obitelj je bila vrlo poznata i na njihovo imanje dolazili su brojni uglednici i političari u lov: Ivan Šubašić, Ivica Frković, Ivica Kovačević, Mate Starčević, Stjepan Jakšeković, Vjenceslav Dubravčić i ini. Čini se da su poznavali i Slavka Kvaternika, a čini se da je Šandor možda pomagao Antu Pavelića i prije 1941. godine. Otac Emanuel umro je 1937. nakon čega Šandor vodi mlin i bio je najbogatiji Židov u Podravini. Brauni su bili obzirni i zahvalni prema svojim radnicima. Šandor je pokušao zbrinuti dugogodišnjega odanog radnika, kako je i otac Emanuel želio, pa je na sjednici ravnateljstva mlina predložio da nakon što taj radnik prestane biti sposoban za rad, da mu se doživotno osigura mjesečna financijska pomoć.
Antižidovski zakoni u Kraljevini Jugoslaviji pa zatim uspostava NDH koja je u zakonima imala zakone koje je prepisala od svojih osovinskih zaštitnika, značilo je teška vremena za obitelj Braun. 3. svibnja 1941. ustaški režim postavio je povjerenika u njegov mlin. Prativši odvijanje stvari i videći kamo idu, Braun je iskoristio poznanstva i uporabio novac da bi osigurao sigurnost obitelji. Doglavnik Slavko Kvaternik potpisao je dokument jamstva Ministarstva domobranstva 27. prosinca 1941., a Braun se domogao i počasnog arijevskog prava. Kvaternikova zaštita ali i još nekih moćnih dala mu je sigurnost pred ustašama, no padom moći koje je imao Kvaternik značilo je teško razdoblje za Braune. Šandora, suprugu Elizabetu i sina Borisa u noći 21. listopada 1942. su uhitili i zatočili u zatvoru na Savskoj cesti u Zagrebu. Odluka Državnog ravnateljstva za ponovu NDH o podržavljenju židovske imovine od 30. listopada 1942. značila je oduzimanje imovine u korist države NDH, koje je uslijedilo 18. ožujka 1943. godine. Došla je pod ured za podržavljeni imetak Ministarstva državne riznice. Na popisu oduzete imovine bilo je pored ostalog obiteljska kuća s mlinom i gospodarskim dvorištem u Đurđevcu, pa pilana, ledana, električna centrala, stambena zgrada za radnike i namještenike, radionica, u Zagrebu trećina kuće, gospodarski posjed Braunova pustara na Đurđevačkim peskima u kojem su bili gospodarska zgrada, svinjac, skladište, silos, borik, vinograd, uzgajalište fazana (prvo u državi), a od pokretnina elektromaterijal, zlatnina i srebrnina, fijakeri, automobil, kamion, stočni fond od krava, konja i ine stvari. Dio imovine je oduzet, dio rasprodan, dio pokraden. 7. svibnja 1943. obitelj Braun je iz zatvora na Savskoj cesti vlakom deportirana u koncentracijski logor Auschwitz. Šandor je sa starijima skončao u plinskoj komori, supruga je vjerojatno završila u logoru. Sin Boris je preživio jer je mogao poslužiti za rad kao električar.
Komunistička vlast nije ispravila nepravde, nego im je nacionalizirala nekretnine.
Šandor i cijela obitelj bila je na glasu kao dobrotvorska. Redovno su pomagali kulturna društva, školarce, svoje zaposlenike i posebice đurđevačku sirotinju. Pomoć su davali u novcu, obući, odjeći i brašnu. Grad Đurđevac nije ih zaboravio. Ulica u Đurđevcu danas nosi ime Šandora Brauna.